# Dazibao
Dazibao (in cinese: 大字报 pinyin: dàzìbào; Wade-Giles: tatzepao, talora trascritto in italiano: tazepao, tazebao, tatsebao, tatsepao, ta-tze-bao ecc.) significa letteralmente: giornale [murale] a grandi caratteri. Il carattere bao 报 (報) si trova nel termine "poster" (海报) e nel termine "giornale" (报纸).
Il termine deriva dall'uso cinese di appendere i giornali in speciali bacheche pubbliche per permetterne la lettura a tutti. I dazibao si differenziano dai giornali per il fatto di essere scritti a mano in caratteri grandi, facilmente leggibili.

## Origine
I dazibao sono usati in Cina dai tempi dinastici, ma divennero più comuni dopo l'incremento di alfabetizzazione seguito alla rivoluzione repubblicana del 1911. Particolarmente conosciuti sono quelli delle Guardie rosse durante la Grande rivoluzione culturale (1966-1976).
L'uso politico si fa risalire al 25 maggio 1966, quando all'Università di Pechino (北京大学 pinyin: Beijing Daxue nota anche come Beida) Nie Yuanzi, una giovane insegnante di filosofia, affisse un dazibao per criticare il presidente della stessa università Lu Ping, che non aveva preso una corretta posizione politica nei confronti dell'opera teatrale "La destituzione di Hai Rui", intorno alla quale ruotavano i contrasti tra la fazione maoista e gli oppositori. Il 1º giugno 1966 Mao Zedong riconobbe pubblicamente l'importanza di quello scritto e chiese che fosse diffuso in tutta la Cina.
Da quel momento l'uso di scrivere manifesti critici verso le istituzioni si diffuse in tutto il paese. Spesso gli attacchi erano anonimi o firmati da gruppi spontanei che non rispondevano alle gerarchie tradizionali. In seguito anche il partito comunista prese a scrivere attacchi su dazibao per contrastare le linee politiche "anti-partito".
Il 5 agosto, lo stesso Mao affigge alla porta del comitato centrale il suo primo e famoso dazibao dal titolo "Bombardate il quartier generale", istigando le Guardie Rosse appena riconosciute ufficialmente ad attaccare i vertici delle istituzioni.

## I dazibao
La Costituzione cinese garantiva il diritto di scrivere ed attaccare dazibao personali, considerati un'importante forma di democrazia rivoluzionaria. Non si poteva ricoprire o strappare un dazibao senza il consenso dell'autore.
Ma anche l'uso dei dazibao era soggetto a pesanti restrizioni: ad intervalli regolari le autorità municipali decretavano il divieto provvisorio di affissione, revocandolo al momento della successiva "campagna di massa", che vedeva un improvviso fiorire di affissioni, non solo permesse ma vivamente sollecitate come dimostrazione di entusiasmo politico.
Nella pratica, accadeva spesso che gli autori, per non incorrere in problemi o punizioni, parafrasassero o copiassero i giornali. Talvolta venivano incollati ritagli dagli stessi, cui venivano aggiunti un'introduzione e una conclusione. I più capaci decoravano i propri dazibao con caricature dei personaggi criticati, le più famose delle quali sono quelle degli "Imperialisti americani" o della Banda dei quattro (dopo la morte di Mao).
Un enorme dazibao di 77 fogli comparve nel 1974 a Canton. Era intitolato "Democrazia e legalità nel socialismo" e firmato Li Yizhe, nome che probabilmente celava un gruppo di ex Guardie Rosse. Criticava i risultati della Rivoluzione Culturale, denunciando la comparsa di una nuova classe di privilegiati nel Partito.

## Dopo Mao

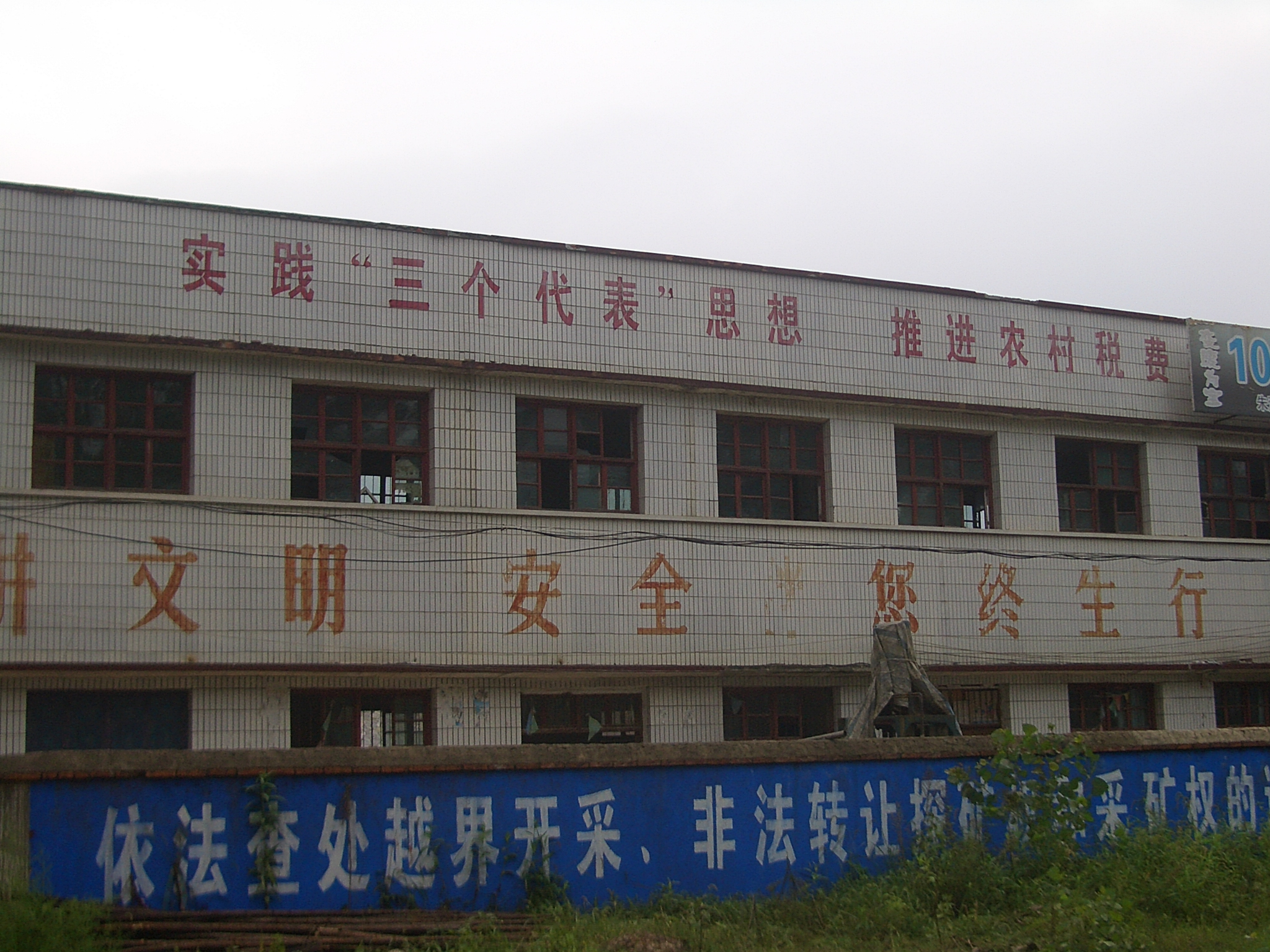
Un moderno Dazibao in una fabbrica cinese.

Dal dicembre 1978 si produsse a Pechino un movimento politico, diretto abilmente da Deng Xiaoping, che faceva uso del cosiddetto "muro della democrazia" (situato presso una fermata di autobus a Xidan, Pechino) su cui vennero appesi dazibao ferocemente contrari alla Banda dei quattro. Ma non appena da quei dazibao si prese ad invocare riforme anche nei confronti del partito l'esperienza fu velocemente chiusa nel dicembre 1979, quando Deng Xiaoping disse la famosa frase: "La ricreazione è terminata!"
Attualmente in Cina i dazibao non hanno contenuti politici.

## Mondo occidentale
Durante il periodo della contestazione del Sessantotto col nome di tazebao venivano indicati i manifesti cartacei, solitamente scritti con grossi pennelli, appesi sui muri degli atrii di università e altri luoghi in cui erano in corso battaglie politiche. Questi manifesti costituivano il mezzo più diretto e veloce per comunicare le ragioni delle proteste e le prese di posizione sugli avvenimenti del periodo.